# Paus Johannes I
Johannes I (Toscane, geboortedatum onbekend – Ravenna, 18 mei 526) was de 53e paus van de Rooms-Katholieke Kerk. Zijn naam betekent God is genadig.
Tijdens zijn pontificaat werd paus Johannes I, in opdracht van koning Theodorik de Grote, eropuit gestuurd om naar Justinus I (keizer van het Oost-Romeinse Rijk) te vertrekken. Johannes I was de eerste paus die in Constantinopel kwam en werd er met alle eer ontvangen. Slechts enkele van Theodoriks verzoeken werden door de keizer ingewilligd. Toen Johannes I terugkeerde naar Rome werd hij gevangengenomen door Theodorik, omdat deze boos was op de miserabele resultaten van de Paus. Johannes I verbleef in de gevangenis, aangeklaagd wegens hoogverraad, tot zijn dood in 526 als gevolg van slechte behandeling.
Zijn lichaam werd kort na zijn overlijden naar de Sint-Pietersbasiliek gebracht en werd begraven in de entreehal. Op zijn grafsteen stond de inscriptie: "Victima Christi". Na zijn dood in 526 werd er door Dionysius Exiguus op zijn verzoek, besloten op welke datum de paasviering moest plaatsvinden. Diens berekening wordt heden ten dage nog gebruikt.
Johannes I is een heilige. Hij wordt in Ravenna en Toscane vereerd. Zijn gedenkdag is 18 mei. In de kunst wordt hij afgebeeld als gevangene, terwijl hij door de tralies van een kerker kijkt, met naast zich een diaken en een subdiaken.